# Zoreilles
 (juin 2020).
Si vous disposez d'ouvrages ou d'articles de référence ou si vous connaissez des sites web de qualité traitant du thème abordé ici, merci de compléter l'article en donnant les références utiles à sa vérifiabilité et en les liant à la section « Notes et références ».
Dans les départements, régions et collectivités de la France outre-mer (DROM-COM), le terme Z'oreille (qu'on peut aussi orthographier Zoreilles, Z'oreil ou encore Zorey) désigne un Français métropolitain. Le vocable provient d'un usage culturel originaire de l'île de La Réunion, département et région d'outre-mer (DROM) situé dans le sud-ouest de l'océan Indien. Il s'est ensuite exporté en Nouvelle-Calédonie, dans le sud de l'océan Pacifique, puis vers d'autres départements, régions et collectivités français d'outre-mer.
En pratique, à La Réunion, ce terme fait particulièrement allusion à la communauté métropolitaine vivant sur l'île, un peu comme une composante de la population réunionnaise, aux côtés des communautés culturelles dites globalement créoles : Petits et Gros Blancs, Malbars, Zarabes, Chinois, et Cafres.

## Étymologie
Plusieurs hypothèses ont cours sur l'île de La Réunion pour expliquer l'origine du mot. On l'utiliserait :
1. parce que les métropolitains tendent l'oreille pour comprendre la langue créole réunionnaise (et par extension les langues communes parlées dans l'outre-mer français) ;
2. parce que, quand les métropolitains débarquent sur l'île, leurs oreilles deviennent rouges du fait de la chaleur tropicale ;
3. parce qu'anciennement, lorsqu'ils venaient de France métropolitaine, c'était pour espionner la population locale en laissant traîner leurs oreilles et en rendre compte à Paris.
4. En Martinique, on a tendance aujourd'hui à le rapprocher du terme tamoul « durai » qui veut dire « maître » (sous-entendu d'esclaves).
5. Une autre version veut que les Blancs coupaient les oreilles des esclaves qui s'échappaient des plantations[1].
6. En Nouvelle-Calédonie, on a tendance aujourd'hui à le rapprocher de l'usage des indigènes qui coupaient l'oreille des bagnards en fuite afin de toucher une prime (les bagnards en question ayant leur numéro de matricule tatoué sur l'oreille).

Robert Chaudenson, dans son Lexique du parler créole de La Réunion (Paris, 1974), classe le terme dans les origines douteuses. Selon certains témoignages qu'il a recensés, le terme n'existait pas avant la Première Guerre mondiale. Chaudenson opte pour la traduction d'une expression malgache « mena sofina » (« oreilles rouges ») qui est utilisée pour désigner les Européens (parce qu'ils ont les oreilles rouges). Le terme a été adopté dans l'usage réunionnais lors de la Première Guerre mondiale quand, après la mobilisation, beaucoup de Créoles réunionnais furent envoyés à Madagascar et que de nombreux officiers étaient des Métropolitains. Les recrues créoles réunionnaises ont peut-être pu se faire traduire par les soldats malgaches l'expression locale et, la trouvant plaisante, l'ont alors introduite dans leur parler quotidien. D'autant qu'en créole réunionnais, l'expression « faire z'oreilles cochon » signifie faire le sourd, faire mine de ne pas entendre.
Une autre étymologie possible pourrait rattacher phonétiquement le mot anglais « foreign » qui signifie « étranger ». On se souviendra alors que La Réunion (qui s'appela temporairement l'« Île Bonaparte ») avait été occupée par les Anglais entre 1810 et 1815 dans le cadre de la lutte anti-napoléonienne.
Ce terme est également employé dans l'expression, très rare, « z'oreil noir »  qui désigne une personne de couleur originaire d'un autre département et région d'outre-mer (DROM).
Une autre étymologie plus macabre est que le terme « Z'oreille » aurait été attribué aux chasseurs d'esclaves, payés au nombre d'esclaves enfuis (surnommés « marrons ») qu'ils tuaient, rapportant alors leurs oreilles comme preuve pour se faire payer.

### Un dérivé singulier de plus en plus courant: «Z'oréol»
Le terme « Z'oréol » (qu'on peut aussi orthographier « Zoréole » ou encore « Z'oréole ») est un dérivé de plus en plus courant du terme « Z'oreille ». En fait, il s'agit de la contraction des termes « Z'oreille » (métropolitain) et « Kréol » (créole réunionnais quelle que soit sa communauté culturelle). À La Réunion, il couvre plusieurs réalités :
1. Il peut désigner un Créole réunionnais parti s'installer en Métropole et ayant adopté pleinement le mode de vie et les manières de s'exprimer d'un « Z'oreille ».
2. Il peut désigner un « Z'oreille » venu s'installer à La Réunion et ayant adopté pleinement le mode de vie et les manières de s'exprimer d'un Créole réunionnais.
3. Il peut désigner l'enfant d'un couple mixte « Z'oreille » / Créole réunionnais (vivant ou non à La Réunion) qui est élevé dans les deux cultures et peut s'exprimer autant comme un « Z'oreille » que comme un Créole réunionnais.
4. Il peut désigner un enfant né à La Réunion d'au moins un parent « z'oreille »[2].

En s'exportant à la Martinique et en Nouvelle-Calédonie (et de plus en plus dans le reste de l'outre-mer français), le terme est employé de façon plus restreinte pour désigner un Métropolitain installé en outre-mer.

## Ethnologie
À La Réunion (et dans les autres territoires où il s'est exporté), le terme « Z'oreille » a pu être et peut encore être utilisé de façon très péjorative par des Créoles réunionnais « anti-métropolitains ». Ils reprocheraient alors aux métropolitains leur éventuelle arrogance, leur mépris pour la culture locale qui serait vue comme une sous-culture sans valeur, leur comportement de vrai « colon » vis-à-vis des locaux ou encore (selon un aspect « populiste » universel) à cause de leur nombre perçu comme excessif sur le sol réunionnais qui ferait d'eux la source du fort taux de chômage sur l'île (puisqu'ils viendraient voler des emplois aux « vrais Réunionnais » qu'on n'identifierait qu'aux Créoles réunionnais, toutes communautés confondues).